# Alexander von Süßkind-Schwendi
Alexander Otto Rudolf Freiherr von Süßkind-Schwendi (* 24. September 1903 in Berlin; † 29. Juni 1973 in München) war ein deutscher Ministerialbeamter.

## Leben

### Herkunft
Alexander entstammt dem württembergischen Adelsgeschlecht der Freiherren von Süßkind. Er war der Sohn des preußischen Generals der Infanterie Richard von Süßkind-Schwendi (1854–1946) und dessen Ehefrau Ilse, geborene von Winterfeld (* 1876).

### Karriere
Während seines Studiums wurde Süßkind 1922 Mitglied der Tübinger Burschenschaft Derendingia. Von 1934 bis 1944 war er im Reichswirtschaftsministerium tätig. In den letzten beiden Jahren des Zweiten Weltkriegs leistete er seinen Militärdienst und geriet in Kriegsgefangenschaft. In den Jahren 1948/1949 war er Leiter der Verbindungsstelle der Wirtschaftsministerien in den Ländern der französischen Zone zur Verwaltung für Wirtschaft des Vereinigten Wirtschaftsgebiets. Nach Gründung der Bundesrepublik war er von 1950 bis 1951 im Bundesministerium für Angelegenheiten des Marshallplanes Leiter des Referats II 2 (Methoden der europäischen Zusammenarbeit und der Marshallhilfe). Von 1951 bis 1956 war er stellvertretender Leiter in der Vertretung der Bundesrepublik bei der Organisation für europäische wirtschaftliche Zusammenarbeit (OEEC) in Paris. 1957 kehrte er in das Bundesministerium für wirtschaftliche Zusammenarbeit zurück. Dort hatte er von 1957 bis 1959 Dienstaufsicht über die Abteilungen II (Europäische wirtschaftliche Zusammenarbeit) und III (Verwaltung des ERP-Sondervermögens). Ab 1959 war er im Rang eines Ministerialdirektors Leiter der Abteilung II (Bundes- und ERP-Vermögen). 1968 ging er in den Ruhestand und erhielt das Große Verdienstkreuz mit Stern der Bundesrepublik Deutschland.

### Familie
Süßkind verlobte sich 1934 mit Elisa Freiin von der Recke. Er heiratete aber am 1. Oktober 1936 in Niedergebra mit Elisabeth Gräfin Hagen (1909–1946). Nach ihrem Tod ehelichte er am 5. Mai 1951 in Bad Godesberg Antonia Gräfin Droste zu Vischering (* 1916). Aus der ersten Ehe gingen die Söhne Johann Gottlieb (* 1939) und Eberhard (* 1941) hervor.